# Čtveřín
Čtveřín – gmina w Czechach, w powiecie Liberec, w kraju libereckim. Według danych z dnia 1 stycznia 2013 liczyła 474 mieszkańców.